# Filppulansaari
Filppulansaari är en ö i Finland. Den ligger i Lappo å och i kommunen Kauhava i den ekonomiska regionen  Seinäjoki och landskapet Södra Österbotten, i den centrala delen av landet, 400 km norr om huvudstaden Helsingfors. Öns area är 0,8 hektar och dess största längd är 180 meter i nord-sydlig riktning.